# Елън Хенсъл
Елън Форд Хенсъл Алдърдайс (на английски: Ellen Forde Hansell Alderdice) е бивша американска тенисистка, която е най-известна като първата жена, която печели на сингъл Откритото първенство на САЩ (тогава Първенство на САЩ) през 1887 г. Също така губи финал от Бърта Таунсенд на следващата година.

## Финали на сингъл от Големия шлем (2)

### Победа (1)
| Година | Турнир            | Опонент   | Резултат |
| 1887   | Първенство на САЩ | Лора Найт | 6-1, 6-0 |

### Финалист (1)
| Година | Турнир            | Опонент        | Резултат |
| 1888   | Първенство на САЩ | Бърта Таунсенд | 6-3, 6-5 |